# Kamarinskaya

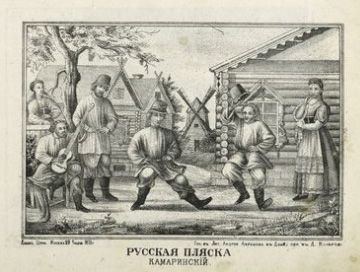
Kamárinskaya. Danza folclórica rusa

Kamárinskaya (del ruso: Кама́ринская) es un tema musical del folclore ruso. Fue compuesto por Mijaíl Glinka en 1848, alcanzando rápidamente gran difusión entre las clases populares rusas, y siendo considerada una de las principales obras del compositor ruso. Este tema aparece referido varias veces en la literatura rusa, por ejemplo, en Recuerdos de la casa de los muertos (1862) de Fiódor Dostoyevski, donde es conocida por los presos del penal en el que el protagonista (el propio Dostoyevski) está recluido.
- Datos: Q1055478
- Multimedia: Kamarinskaya / Q1055478